# Stebiaki II
Stebiaki II (lit. Stebėkiai II) – wieś na Litwie, w okręgu poniewieskim, w rejonie poniewieskim, w gminie Wodakle.